# プロジェクトセカイのメディア展開
- プロジェクトセカイ カラフルステージ! feat. 初音ミク > プロジェクトセカイのメディア展開

プロジェクトセカイのメディア展開では、 セガ、Colorful Palette、クリプトンによるメディアミックス企画『プロジェクトセカイ カラフルステージ! feat. 初音ミク』のゲーム外の展開について記述する。

## CD・配信
2021年6月9日のリリースの「Leo/need」1stSingle「needLe/ステラ」より、各ユニットのオリジナル楽曲が順次発売されている。CDリリースはブシロードミュージック。ジャケットイラストはColorful Paletteイラストチームが担当。
クリプトン・フューチャー・メディアが運営するボカロ楽曲レーベル「KARENT(カレント)」では、2021年6月9日以降、「プロジェクトセカイ特集」として、KARENTレーベルで配信中の本アプリ内の収録楽曲をユニット別、各キャラクター別で見ることのできる一覧ページが公開されている。
2022年2月からは各ユニットのセカイVer.（カバー曲）の楽曲を収録したアルバム「SEKAI ALBUM」が各ユニットごとに販売される。収録曲は各ユニット12曲。ジャケットイラストは様々なボカロ関連イラストレーターが担当する。
シングルCDのジャケットについては3rdシングルより様々なボカロ関連イラストレーターが担当している。
SEKAI ALBUM ジャケットイラスト
- Mika Pikazo（ワンダーランズ×ショウタイム）[5]
- Rella（MORE MORE JUMP！）[6]
- れおえん（25時、ナイトコードで。）[7]
- 八三（Leo/need）[8]
- スオウ（Vivid BAD SQUAD）[9]

シングルCD
- 咲の字。（25時、ナイトコードで。 「カナデトモスソラ/再生」）[10]
- みすみ（Leo/need 「フロムトーキョー/流星のパルス」）[11]
- PAN:D（Vivid BAD SQUAD 「Beat Eater/Awake Now」）[12]
- さいね（MORE MORE JUMP！「アイノマテリアル/アイスドロップ」）[13]
- たま（ワンダーランズ×ショウタイム「トンデモワンダーズ/Glory Steady Go!」）[14]

## 各ユニット関連展開
ユニットごとのコラボ企画は「キャラクターの魅力を伝える」「コミュニティを作る」の2点に重点を置いて企画されている。

### Leo/need
レオニの日常
Leo/needメンバーがSNSで日常風景を投稿するSNS投稿企画。2021年3月3日から2023年9月3日まで、Twitter公式アカウントにて不定期に投稿されていた。内容としては、Leo/needメンバーの日常風景がメンバーのツイート内容と写真が描かれた描き下ろしイラストと共に投稿される。

コニカミノルタプラネタリウム“満天”in Sunshine City
サンシャインシティワールドインポートマートビルにて、2021年7月2日から7月18日まで開催のイベント。
Leo/needのメンバーと「あの日見た星空」を一緒に鑑賞するオリジナルプログラム上映企画であり、星空アナウンスは星乃一歌と天馬咲希が担当する。

### MORE MORE JUMP！
ボイスドラマ
MORE MORE JUMP！による配信番組をボイスドラマとしてYouTube公式アカウントで配信する企画。2020年11月29日以降、MORE MORE JUMP！の各イベントストーリー終了後に毎回配信される。配信開始日については不定期となっている。
MORE MORE JUMP！のイベントストーリー『ここからRE:START!』にて、フリーアイドルとして配信をメインに活動することになり、その配信内容がボイスドラマとしてYouTube公式にイラスト付きで投稿される形式となっている。一部イベントの後日譚に関してはボイスドラマの代わりにSHOWROOM定期配信版が配信される。
配信タイトル・配信日
- 第1話『アイドル活動、スタート』（2020年11月29日）：イベント「ここからRE:START！」後日譚
- 第2話『練習のあとはポカポカお鍋で』（2021年1月30日）：イベント「Color of Myself！」後日譚
- 第3話『とびっきりサプライズ！』（2021年4月23日）：イベント「届け！HOPEFUL STAGE♪」後日譚
- 第4話『ときめき♪　コーデ対決』（2021年7月5日）：イベント「頑張るあなたにBreak Time！」後日譚
- 第5話『ムチャぶり!?　サイコロトーク』（2021年9月22日）：イベント「ハッピー・ラブリー・エブリデイ！」後日譚

SHOWROOM
現役アイドルなどがライブ配信を行い視聴者とコミュニケーションを楽しむWebサイト『SHOWROOM』にて、MORE MORE JUMP！のメンバーによる特別配信が2021年6月13日に配信された。出演者は桐谷遥と日野森雫。配信では3DMV用のCGモデルによるキャラクター2人が、リアルタイムで視聴者と触れ合いながら作中のMORE MORE JUMP！と同様の配信を行った。
2022年1月7日より、定期配信されることが決定した。定期配信版は各イベントストーリーの後日譚を描いていたボイスドラマに代わるコンテンツとなっている。メンバーは配信ごとに2名が出演する。配信後には公式YouTubeチャンネルにてアーカイブ配信も行われる。
第2回目以降はYoutube公式での生配信となる。
特別配信版
- 桐谷遥、日野森雫（2021年6月13日）

定期配信版
- 第1回：桐谷遥、桃井愛莉（2022年1月7日）： イベント「MOREMOREMakingXmas」開催後
- 第2回：花里みのり、日野森雫（2022年5月7日）： イベント「Cast Spell on You」開催後
- 第3回：桐谷遥、日野森雫（2022年8月25日）： イベント「つなぐPainful Hope」開催後

### Vivid BAD SQUAD
ビビバスアーカイブ
Vivid BAD SQUADのメンバーが様々なボーカロイド楽曲を歌唱する企画。2021年3月中旬よりYouTube公式にて不定期配信予定であったが延期となり、5月14日にYouTube公式でプレミアム配信が開始された。以降は不定期で配信されている。配信内容は歌唱の他にショートストーリーも含まれる。
配信内容
- No.1『アスノヨゾラ哨戒班』 - 小豆沢こはね・白石杏（配信日:2021年5月14日）
- No.2『ドラマツルギー』 - 東雲彰人・青柳冬弥（配信日:2021年8月30日）
- No.3『Gimme×Gimme』 - 白石杏・東雲彰人（配信日:2022年1月6日）
- No.4『ジャンキーナイトタウンオーケストラ』 - 小豆沢こはね・青柳冬弥（配信日:2022年4月13日）
- No.5『トキヲ・ファンカ』 - 東雲彰人・青柳冬弥（配信日:2022年8月3日）
- No.6『右肩の蝶』 - 小豆沢こはね・白石杏（配信日:2023年6月24日）
- No.7『炉心融解』 - 小豆沢こはね・東雲彰人（配信日:2023年9月28日）
- No.8『夜明けと蛍』 - 白石杏・青柳冬弥（配信日:2023年11月15日）

WEEKEND GARAGE＠E-DINER
Vivid BAD SQUADのメンバーの拠点でもある「WEEKEND GARAGE」をモチーフにしたコンセプトカフェ『プロジェクトセカイ カラフルステージ！ feat. 初音ミク WEEKEND GARAGE＠E-DINER』が2021年6月18日から7月19日まで、池袋サンシャインシティ『E-DINER』にて期間限定でオープン。描き下ろしイラストやオリジナルコラボフード・グッズが販売される。

### ワンダーランズ×ショウタイム
プロジェクトセカイ ワンダショちゃんねる
2020年10月23日から2023年9月27日まで、YouTube Live、ニコニコ生放送、Periscopeにて毎月1回放送されていた声優陣によるインターネット番組。
詳細は下記の関連番組を参照。

ワンダーランズ×ショウタイム in ナンジャタウン
ワンダーランズ×ショウタイムのメンバーがナムコ・ナンジャタウンに登場するイベントが2021年6月16日から7月11日まで開催。コラボデザート＆フードやミニゲーム、描き下ろしイラストグッズが販売される。

### 25時、ナイトコードで。
25時、ナイトラジオで。
2020年10月31日から2023年9月16日まで、YouTube「プロジェクトセカイ カラフルステージ! feat. 初音ミク公式チャンネル」にて隔週土曜日に配信されていた声優陣によるラジオ番組。
詳細は下記の関連番組を参照。

作業風景配信
深夜25時、ナイトコードで行われる、メンバーたちの作業風景を1日にわたり配信する企画が2021年7月30日午前1時から翌日の午前1時までYouTubeにて配信された。配信は24時間にわたり行われ、ナイトコードでの4人の日常が描かれた。配信動画は3分割されており、YouTube公式にてアーカイブが公開されている。
当初の企画では、Discordで作業風景を1時間流すという内容であったが、権利的な都合や「1時間じゃ物足りない」という意見から、最終的にYouTubeで24時間作業風景を流す企画へと変更になった。

### その他の企画展開
ボイスドラマ企画
各ユニットのボイスドラマを制作する企画。2020年11月25日、「プロジェクトセカイ ワンダショちゃんねる」にて企画が発表。YouTube公式アカウントの登録者数が25万人を突破するとボイスドラマが制作される。2021年1月6日、公式YouTubeチャンネルの登録者数が25万人を突破。これを記念して5ユニットのボイスドラマの制作も決定した。8月23日にはボイスドラマの完成が発表され、9月より順次配信されることが告知された。9月11日より、各5ユニットごとに毎週公開された。

楽曲制作プロジェクト
青柳冬弥役の声優で、ボカロP「21世紀P」としての活動経験もある伊東健人がプロジェクトセカイに収録されるオリジナルボーカロイド楽曲を制作する企画。2021年1月25日に企画が発表。2月22日には編曲をOSTER projectが担当することが発表された。4月28日には楽曲タイトル「magic number」であることや、PVイラストを賀茂川が担当することが発表された。5月26日には参加アーティストとしてギターを佐々木”コジロー”貴之、ベースを白神真志朗、ドラムをゆーまおが担当することが発表された。8月23日には「magic number」の完成が発表された。9月1日にゲーム内への楽曲追加と2DMVが公開された。

オリジナルサウンドトラック公開
2021年7月21日、「プロジェクトセカイ ワンダショちゃんねる」にて企画が発表。「夏休みキャンペーン」として、YouTube公式チャンネルにて各セカイやストーリー中のBGMなど全40曲が8月1日に公開。また、各種サブスクリプションでも配信が行われる。2022年12月24日には第2弾が公開された。

エイプリルフール
2022年4月1日限定のエイプリルフール企画がゲーム内と公式YouTubeチャンネルで実施。期間中は期間限定ユニットによるエリア会話や楽曲追加が1日限りで行われたほか、公式YouTubeチャンネルに新規2DMV動画が5本公開された。
各ユニット
- 青春/friends（あおはるふれんず） - 星乃一歌、天馬咲希、桃井愛莉、東雲絵名 
- YUME YUME JUMP！（ゆめゆめじゃんぷ） - 日野森雫、日野森志歩、白石杏、宵崎奏 
- Fantasista SQUAD（ふぁんたじすたすくわっど） - 東雲彰人、青柳冬弥、天馬司、神代類 
- ハピネス戦隊サニサニ☆ワンダー（はぴねすせんたいさにさにわんだー） - 鳳えむ、桐谷遥、小豆沢こはね、朝比奈まふゆ 
- 休日、趣味人同士で。（きゅうじつ、しゅみじんどうしで。） - 暁山瑞希、望月穂波、花里みのり、草薙寧々

各楽曲
- 青く駆けろ - 青春/friends × 初音ミク
- ハッピーシンセサイザ - YUME YUME JUMP！
- 威風堂々 - Fantasista SQUAD × KAITO
- ポジティブ☆ダンスタイム - ハピネス戦隊サニサニ☆ワンダー × 鏡音リン
- ベノム - 休日、趣味人同士で。

2nd Anniversary ピアノメドレー feat.まらしぃ
2022年9月25日より5日間、まらしぃによる各ユニットの書き下ろし曲ピアノメドレーがプロジェクトセカイ公式YouTubeチャンネルにて公開。
公開日
- 9月25日 - 25時、ナイトコードで。
- 9月26日 - MORE MORE JUMP！
- 9月27日 - Leo/need
- 9月28日 - ワンダーランズ×ショウタイム
- 9月29日 - Vivid BAD SQUAD

## 一般公募企画
一般公募企画としてアプリリリース前の2019年11月1日より、ゲーム内に登場する衣装デザインを公募する「一緒につくろう！プロジェクトセカイ衣装デザインキャンペーン」を12月2日まで開催。12月16日に女性キャラクター部門にて日々花の「未来にはばたけ！」、男性キャラクター部門にてEi-Flowの「スターライトレン」が採用され、後に実装された。2020年2月25日からは、ゲーム内に収録される楽曲を募集する「一緒につくろう！楽曲コンテスト」が開催。6月13日配信の「プロジェクトセカイ カラフル放送局」にて楽曲コンテストの結果が発表され、応募総数200曲以上の中から市瀬るぽが作詞・作曲を手掛ける「alive」が採用され、後に実装された。
アプリリリース後の2020年10月2日からは、『一緒につくろう！楽曲コンテストプロセカNEXT』と『一緒につくろう！プロジェクトセカイ　衣装デザインキャンペーン!』が順次、応募テーマを変えて開催されている。応募内容は楽曲や衣装デザインごとのテーマに沿った楽曲・デザインを、楽曲はYouTubeかニコニコ動画、衣装デザインはTwitterにてハッシュタグをつけて投稿することで応募可能となる。採用されると、ゲーム内の2DMVバーチャルシンガーVerとして楽曲が遊べたり、3DMV用の衣装として実装される。一般公募のデザイン衣装の採用基準は「ユーザーが欲しいと思う衣装」「キャラクターとの親和性」「3D化に適しているか」の3点を基準に選定している。ただし、3D化の点に関しては、一定の魅力が担保されていればCGのめり込みなどは容認する場合もある。
2022年5月1日からは超高難易度に特化した楽曲を募集する『プロセカULTIMATE』が実施される。募集方法や実装方法は『プロセカNEXT』と同じだが、難易度目安は「MASTER33～36」となっており、採用曲数も最大3曲となっている。

## 漫画
セカイのひとコマ & 4コマ漫画
プロジェクトセカイ内にてロード中などの画面で見られるひとコマ漫画。本配信前には、Twitterにて40話分が先行して公開された。本配信開始の9月30日からは公式ツイッターにて4コマ漫画の連載も開始された。作画は宇崎うそ。
なお、漫画制作に関しては宇崎とは別に非公表となっているネーム担当のイラストレーターがおり、Colorful Paletteによる監修を受けたネームを宇崎が受け取り作画を行っている。その際に、台詞の追加やデザインの追加など調整を行い、再び監修を受けた後、Twitter公式に投稿されている。作画期間は対象イベントの1週間から2週間前となり、基本的にはイベント開始後に作画作業を始めている。
第151話 - 第177話は宇崎の産休により、あくが代理で作画を担当する。
配信前Twitter掲載漫画
『プロジェクトセカイ』配信開始前の特別企画として、初音ミクのデザインを生み出したイラストレーター・KEIによる4コマ漫画を全6話公開した。
プロジェクトセカイ応援マンガ
『プロジェクトセカイ』配信開始前の特別企画として、クローズドβテストに参加した9名のイラストレーター・漫画家とのコラボレーション短編マンガ「プロジェクトセカイ応援マンガ」を、2020年8月12日より不定期公開した。掲載内容は各作家陣がクローズドβテストを元に自由に執筆した内容となっている。
参加作家
- 綾坂
- おむ・ザ・ライス
- 北原朋萌。
- 君野朋成
- 恭（きょう）

- すみれめ論
- 竹春
- ツナマヨ
- 中音ナタ

公式Webアンソロジー
2020年12月21日に4コママンガや短編マンガ等のアンソロジー作品が公式サイトにて公開された。
参加作家
- 宇崎うそ（キービジュアル）
- たぬきち
- 藤島真ノ介
- おいもとじろう
- U井T吾
- おむ・ザ・ライス

- きんぎん
- ぎんもく
- ずんだコロッケ
- 東385
- みずみ

公式アンソロジーコミック
2021年11月25日に講談社より発売。イラスト・漫画を18作品収録している。
参加作家
イラスト
- みすみ（カバーイラスト）
- ぽむ（カバーイラスト）
- おむたつ（口絵イラスト）
- 佐倉おりこ（総扉イラスト）

コミック
- 杜若わか
- 幸子
- 紺野ぱる
- おちゃ茶
- 杏乃
- うぃむ
- そふら
- 山口えいと

- あく
- 鈴華
- 北野りりお
- 桂イチホ
- 喜来ユウ
- 伊田hnk
- わさ

## 書籍
- ファミ通書籍編集部 編『プロジェクトセカイ カラフルステージ！ feat. 初音ミク 公式ビジュアルファンブック』KADOKAWA Game Linkage、2021年11月26日、ISBN 978-4-04-733575-2。[69]
- ファミ通書籍編集部 編『プロジェクトセカイ カラフルステージ！ feat. 初音ミク 公式ビジュアルファンブックVol.2』KADOKAWA Game Linkage、2022年12月9日、ISBN 978-4-04-733641-4[70]

## リプコレ
Colorful Palette公式通販にて、ゲーム内のアイテムを「Reproduce（再現）」するオリジナルブランド企画。作中のアイテムを実際にグッズ化して販売している。
商品化グッズ
- 第1弾：フェニーくん ぬいぐるみセット（Leo/need）
- 第2弾：花里 みのり愛用 ラッコTシャツ（MORE MORE JUMP!）
- 第3弾：小豆沢こはね着用 ストリートキャップ（Vivid BAD SQUAD）

## アニメーション
本作ではリリース当初、アニメーション作品の発表は行われていなかったが制作自体は既に行われており、本作のリリース前に一部分のみアニメーションが公開されたことがある。
リリースより1年前の2019年10月23日、本作のオリジナルキャラクターや世界観などの情報が初めて公開された「プロジェクト発表会」にて、星乃一歌のキャラクター紹介の際に彼女が「untitled」を押してセカイを訪れるシーンのアニメーション映像が公開されているほか、2020年7月22日に初公開されたゲームプロモーションPVの冒頭にも同様のアニメーションの一部や別のカットが使用されている。

### ぷちセカ
小さい頭身のキャラクターたちの日常を描くアニメーション作品。2021年9月26日に開催された『プロジェクトセカイ アニバーサリーフェスタ 2021』にて発表された。2022年1月13日よりYouTube公式アカウントで毎週木曜19時に配信、14日より金曜1時から1時5分（木曜深夜）にTOKYO MXにて放送。全10話。
監督は森井ケンシロウ、アニメーション制作はSCOOTER FILMS（ダブトゥーンスタジオ）。制作陣は親会社のCraft Eggが関わった作品『BanG Dream! ガルパ☆ピコ』と共通している。シナリオ監修には原作アプリにてシナリオディレクションを務めるColorful Paletteの山下あづさが参加している。

#### スタッフ（ぷちセカ）
- 原作 - プロジェクトセカイ カラフルステージ！ feat. 初音ミク
- 監督 - 森井ケンシロウ
- 企画原案・キャラクターデザイン原案・製作 - セガ、Colorful Palette、クリプトン・フューチャー・メディア
- アニメーションキャラクターデザイン - 衣谷ソーシ
- シナリオ監修 - 吉永勇輝、山下あづさ
- ディレクター - 安達直輝、岸久美子、西尾公孝、山影綾香
- 撮影監督 - 大図佑
- 音響監督 - 濱野高年
- 音響制作 - マジックカプセル
- 音楽 - 森慎太郎（ミントフォレスト）
- プロデューサー - 磯大吉、山澤香織
- アニメーションプロデューサー - 青木泰寛
- 制作統括 - 芦塚明子
- アニメーション制作 - SCOOTER FILMS（ダブトゥーンスタジオ）

#### 主題歌
「ワーワーワールド」
花里みのり、小豆沢こはね、初音ミクによるエンディングテーマ。作詞はMitchie M、作曲はGigaとMitchie M、編曲はGiga。

#### 各話リスト
| 話数 | サブタイトル               | 演出           | コンテ     | 作画監督   | 公開日         |
| ---- | -------------------------- | -------------- | ---------- | ---------- | -------------- |
| #01  | 練習の後といえば           | 森井ケンシロウ | 衣谷ソーシ | 衣谷ソーシ | 2022年 1月13日 |
| #02  | 戦え！ネネンガーV          | 森井ケンシロウ | 衣谷ソーシ | 衣谷ソーシ | 1月20日        |
| #03  | アイドルの才能             | 森井ケンシロウ | 衣谷ソーシ | 衣谷ソーシ | 1月27日        |
| #04  | こはね寿鳥糸DEBUT!         | 森井ケンシロウ | 衣谷ソーシ | 衣谷ソーシ | 2月3日         |
| #05  | 25時やめない？             | 森井ケンシロウ | 衣谷ソーシ | 衣谷ソーシ | 2月10日        |
| #06  | レオニードスタイル         | 森井ケンシロウ | 衣谷ソーシ | 衣谷ソーシ | 2月17日        |
| #07  | 時空を超えてわんだほーい！ | 森井ケンシロウ | 衣谷ソーシ | 衣谷ソーシ | 2月24日        |
| #08  | バズれ！モモジャン！       | 森井ケンシロウ | 衣谷ソーシ | 衣谷ソーシ | 3月3日         |
| #09  | 噂のパンケーキ             | 森井ケンシロウ | 衣谷ソーシ | 衣谷ソーシ | 3月10日        |
| #10  | カップラーメン回           | 森井ケンシロウ | 衣谷ソーシ | 衣谷ソーシ | 3月17日        |

※第6話は一部シーンに人種差別表現があったとして公開停止となり、該当部分を修正した上で3月15日に再公開された。

### メインストーリーダイジェストアニメーション
3周年を記念し、メインストーリーのダイジェストアニメーションが2023年9月から10月にかけて公開された。

#### スタッフ（メインストーリー）
- 監督・脚本 - 畑博之[77]
- キャラクターデザイン・総作画監督 - 秋山有希[77]
- サブキャラクターデザイン - 辻雅俊[77]
- プロップ設定 - 牧野博美[77]
- 美術設定 - 塩澤良憲[77]
- 美術監督 - 鈴木くるみ[77]
- 色彩設計・色指定 - 中野尚美[77]
- 撮影監督 - 岩井和也[77]
- CGIディレクター - 塚本倫基、鈴木晴輝[77]
- 編集 - 髙橋歩[77]
- 音楽 - 宝野聡史[77]
- 音楽制作 - アップドリーム[77]
- 音響監督 - 明田川仁[77]
- 音響制作 - マジックカプセル[77]
- アニメーションプロデューサー - 山本輝[77]
- 制作 - P.A.WORKS[77]

#### 各話リスト（メインストーリー）
| ユニット                    | サブタイトル                  | 絵コンテ | 演出     | 作画監督                   | 公開日         |
| --------------------------- | ----------------------------- | -------- | -------- | -------------------------- | -------------- |
| Leo/need                    | Journey to Bloom『STELLA』    | 畑博之   | 畑博之   | 川﨑玲奈                   | 2023年 9月30日 |
| MORE MORE JUMP!             | Journey to Bloom『HOPE』      | 木野目優 | 木野目優 | Seo Sun-yeong Lee Sang Jin | 10月7日        |
| Vivid BAD SQUAD             | Journey to Bloom『RESOLVE』   | 安部元宏 | 安部元宏 | -                          | 10月14日       |
| ワンダーランズ×ショウタイム | Journey to Bloom『HAPPINESS』 | 畑博之   | 柴田裕介 | Choi So-jeong              | 10月21日       |
| 25時、ナイトコードで。      | Journey to Bloom『SELF』      | 許琮     | 安部元宏 | 辻雅俊                     | 10月28日       |

### 劇場アニメ
『劇場版プロジェクトセカイ 壊れたセカイと歌えないミク』（げきじょうばんプロジェクトセカイ こわれたセカイとうたえないミク）のタイトルで2025年1月17日に松竹配給で公開。アニメーション制作はメインストーリーダイジェストアニメと同じくP.A.WORKSが担当する。

#### スタッフ（劇場アニメ）
- 原作 - セガ、Colorful Palette、クリプトン・フューチャー・メディア[81]
- 監督 - 畑博之[81]
- 脚本 - 米内山陽子[81]
- キャラクターデザイン・総作画監督 - 秋山有希[81]
- サブキャラクターデザイン・総作画監督 - 辻雅俊[81]
- プロップ設定 - 牧野博美[81]
- 美術監督 - 鈴木くるみ[81]
- 美術設定 - 塩澤良憲[81]
- 撮影監督 - 岩井和也[81]
- 色彩設計 - 手嶋明美[81]
- CGIディレクター - 小川喬右[81]、鈴木晴輝[81]
- 編集 - 髙橋歩[81]
- 音響監督 - 明田川仁[81]
- 音響効果 - 上野励[81]
- 音響制作 - マジックカプセル[81]
- 音楽 - 宝野聡史[81]
- アニメーション制作 - P.A.WORKS[81]
- 配給 - 松竹[81]
- 製作 - 「劇場版プロジェクトセカイ 壊れたセカイと歌えないミク」製作委員会[81]

#### 主題歌（劇場アニメ）

##### 映画本編
オープニングテーマ
「はじまりの未来」
作詞・作曲・編曲 - 40mP × sasakure.UK / 歌唱 - 初音ミク
2025年1月30日より配信開始
エンディングテーマ
「Worlders」
作詞・作曲 - じん / 編曲 - TeddyLoid / 歌唱 - バーチャル・シンガー、Leo/need、MORE MORE JUMP!、Vivid BAD SQUAD、ワンダーランズ×ショウタイム、25時、ナイトコードで。
2025年1月30日より配信開始
挿入歌
「君恋クエスト」
作詞・作曲 - いるかアイス、市瀬るぽ / 編曲 - いるかアイス、市瀬るぽ、Tanchiky / 歌唱 - 初音ミク
「glow（劇場版プロジェクトセカイver.）」
作詞・作曲 - keeno / 編曲 - 瀬上純、椿本匡賜 / 歌唱 - 星乃一歌（野口瑠璃子）
「快晴（劇場版プロジェクトセカイver.）」
作詞・作曲・編曲 - Orangestar / 歌唱 - Leo/need
「群青讃歌（劇場版プロジェクトセカイver.）」
作詞・作曲 - Eve / 編曲 - raku（tayori） / 歌唱 - Leo/need、MORE MORE JUMP!、Vivid BAD SQUAD、ワンダーランズ×ショウタイム、25時、ナイトコードで。
入場者特典の第4弾として5ユニット全メンバー20人が歌唱した本曲のCDが配布された。2025年2月27日より挿入歌各楽曲配信開始。

##### ユニット楽曲&バーチャル・シンガー楽曲
本編の挿入歌としても使用。さらに本編終了後、週ごとにユニット2組によるアフターライブが実施される。第4週以降は一部組み替えて継続。
| 週数  | 曲名                  | 作詞・作曲 | 編曲             | 歌唱                        |
| ----- | --------------------- | ---------- | ---------------- | --------------------------- |
| 第1週 | ハローセカイ          | DECO*27    | tepe             | バーチャル・シンガー        |
| 第1週 | ファイアダンス        | DECO*27    | Giga             | Vivid BAD SQUAD             |
| 第2週 | SToRY                 | DECO*27    | 堀江晶太（kemu） | Leo/need                    |
| 第2週 | スマイル*シンフォニー | DECO*27    | 煮ル果実         | ワンダーランズ×ショウタイム |
| 第3週 | FUN!!                 | DECO*27    | いよわ           | MORE MORE JUMP!             |
| 第3週 | そこに在る、光。      | DECO*27    | すりぃ           | 25時、ナイトコードで。      |

入場者特典の第1弾として各ユニットごとの楽曲を収録したCD全6種がランダムで配布された。2025年2月7日より各楽曲配信開始。

#### Blu-ray
2025年6月27日、プロセカ放送局#21内で本作品のBlu-rayを2025年10月29日に発売することが発表された。

##### 通常版
出典
- 品番 - SHBR-0789

##### 特装限定版
出典
- 品番 - SHBR-0788

封入特典
- オリジナルサウンドトラックCD2枚組(41曲収録)
- 「プロジェクトセカイ カラフルステージ！ feat. 初音ミク」で使用できるシリアルコード
- 特製原画集
- Blu-ray描き下ろしイラストBIGアクリルスタンド

外装特典
- 特製Blu-ray BOX
- 5面デジパック

##### 購入特典
各販売サイトでは、購入特典が同封されている場合がある。
| 対象店舗     | 特典内容                                                            |
| ------------ | ------------------------------------------------------------------- |
| Amazon.co.jp | Blu-ray描き下ろしイラスト デスクマット (PCマット)                   |
| Amazon.co.jp | ジャケットイラスト 紙スリーブケース                                 |
| アニメイト   | Blu-ray描き下ろしイラスト アクリルブロック                          |
| 応援店       | Blu-ray＆デジパック描き下ろしイラスト アクリルカード6枚セット       |
| 応援店       | バーチャル・シンガー ジャケットイラスト アクリルマグネット5個セット |
| 応援店       | バーチャル・シンガー ミニキャライラスト アクリルマグネット5個セット |

| 対象店舗             | 特典内容                                                         |
| -------------------- | ---------------------------------------------------------------- |
| 松竹DVD倶楽部        | 開かれた窓のセカイの初音ミクイラストアクリルスタンド             |
| タワーレコード       | Leo/need ジャケットイラスト アクリルスタンド                     |
| タワーレコード       | Leo/need ミニキャライラスト カード4枚セット                      |
| ソフマップ・アニメガ | MORE MORE JUMP！ ジャケットイラスト アクリルパネル               |
| ソフマップ・アニメガ | MORE MORE JUMP！ アクリルコースター                              |
| ソフマップ・アニメガ | MORE MORE JUMP！ ミニキャライラスト 缶バッジ4種セット            |
| 楽天ブックス         | Vivid BAD SQUAD ジャケットイラスト 2Lキャラファインマット        |
| 楽天ブックス         | Vivid BAD SQUAD ミニキャライラスト アクリルキーホルダー4種セット |
| アニメイト           | ワンダーランズ×ショウタイム ジャケットイラスト A3クリアポスター  |
| アニメイト           | ワンダーランズ×ショウタイム ミニキャライラスト 缶バッジ4個セット |
| ゲーマーズ           | 25時、ナイトコードで。 ジャケットイラスト アクリルパネル         |
| ゲーマーズ           | 25時、ナイトコードで。 ミニキャライラスト 缶バッジ4種セット      |

| 対象店舗             | 特典内容                                                         |
| -------------------- | ---------------------------------------------------------------- |
| ソフマップ・アニメガ | MORE MORE JUMP！ ミニキャライラスト 缶バッジ4種セット            |
| 楽天ブックス         | Vivid BAD SQUAD ミニキャライラスト アクリルキーホルダー4種セット |
| アニメイト           | ワンダーランズ×ショウタイム ジャケットイラスト A3クリアポスター  |
| ゲーマーズ           | 25時、ナイトコードで。 ミニキャライラスト 缶バッジ4種セット      |

#### コラボレーション（劇場アニメ）
ホットペッパービューティー
2024年12月10日より、閉ざされた窓のセカイの初音ミク、星乃一歌、花里みのり、小豆沢こはね、天馬司、宵崎奏の6人に2種類ずつ用意された本キャンペーン限定の“新髪型”を投票で決定する「#想髪で新セカイへ」キャンペーンが開始。投票により選ばれた“新髪型”のキャラクターたちが登場するコラボ新CMが、2025年1月24日に公開された。
LAVIE SOL
2024年12月17日より、NECのノートパソコン LAVIE SOLコラボケース（全12種）を発売するほか、LAVIE SOL本体またはコラボケースが当たるプレゼントキャンペーンを実施。閉ざされた窓のセカイの初音ミク、星乃一歌、花里みのり、小豆沢こはね、天馬司、宵崎奏が登場するコラボムービー（Web CM）も配信している。2025年1月10日に本劇場アニメの特集が組まれたABEMAの情報番組「SHIBUYA ANIME BASE」にて、本コラボ商品が紹介された。
プリクラ「GIMMI」
2024年12月19日から翌年2月3日までセガ フェイブのプリクラ機『GIMMI』にてコラボ期間中、撮影フレーム、スタンプ、シールデザイン、BGM、ボイスが劇場版仕様になるイベントモードが搭載された。撮影進行のボイスは星乃一歌が担当。
JOYSOUND
前回2020年以来約5年ぶりのコラボ（後述）。2024年12月25日から翌年3月31日まで周年曲や各ユニット曲を劇場版映像で期間限定配信。
ソユー
2024年12月27日よりショッピングセンター内にアミューズメント施設を展開する全国のソユーの店舗で、来店者にクリアカードを配布。
デジタル塗り絵コンテスト「塗りマス！」
2021年以来のコラボ（後述）。2024年12月27日から翌年1月27日まで開催される第三十一回デジタル塗り絵コンテスト「塗りマス！」にて、劇中のミク達12人がお題線画として登場。2025年2月13日に入賞者が発表された。
JR東海「推し旅」
2025年1月10日から同年4月6日まで、東海道新幹線車内で出演声優陣による限定クロストークおよびボイスメッセージが配信された。さらに限定クロストークを聴いて対象のアニメイト店舗へ行くと「切符風記念カード（全6種）」と「乗車券袋」のプレゼントが贈られた。
アニメイトカフェグラッテ
2021年11月以来のコラボ（後述）。本劇場アニメの公開を記念したコラボカフェがアニメイト池袋本店、秋葉原ANNEX、渋谷、吉祥寺パルコ、横浜ビブレ、仙台、名古屋、大阪日本橋、岡山にて2025年1月11日から2月16日まで開催された。
ローソン
2021年以来約4年ぶりのコラボ（後述）。2025年1月14日より、全国のローソンにて実施。対象商品を購入すると先着・数量限定でクリアファイルがもらえるキャンペーンや、X引用リポストキャンペーンを実施するほか、コラボパッケージの菓子やオリジナルグッズも販売する。また、1月9日から1月14日に店内放送「ローソンCSほっとステーション」にて、閉ざされた窓のセカイの初音ミク、上田麗奈（望月穂波役）、降幡愛（桃井愛莉役）、今井文也（東雲彰人役）、Machico（草薙寧々役）、鈴木みのり（東雲絵名役）の6人によるキャンペーンの告知が行われた。
カラオケ館
2025年1月17日から同年3月31日まで、登場キャラクター描き下ろしイラストを使用したコースター付きのコラボドリンクやオリジナルグッズの販売、コラボルームなどが実施中。
渋谷区観光協会
「渋谷“応援”大使」として映画のモチーフとなった渋谷を“閉ざされた窓のセカイの初音ミク”が案内する「渋谷ストリートマップ」を2025年1月17日より配布された。
渋谷未来デザイン
“閉ざされた窓のセカイの初音ミク”が、当団体主催の「渋谷グッドマナープロジェクト」に参画し、「渋谷をキレイに。」をテーマに映画のモチーフとなった渋谷（渋谷駅から区立北谷公園まで）の清掃活動を2025年1月18日、1月19日、1月25日、1月26日に実施。参加者には「閉ざされた窓のセカイの初音ミク」が描かれた、渋谷グッドマナープロジェクト コラボ オリジナルポストカードを配布。また、渋谷区立北谷公園の来場者には「渋谷グッドマナープロジェクト コラボ オリジナルポストカード‐一歌が初音ミクと話するシーンver.‐」を枚数限定で配布された。
TOWER RECORDS CAFE
2021年以来約4年ぶりのコラボ（後述）。本劇場アニメの公開を記念したコラボカフェがTOWER RECORDS CAFE渋谷店、名古屋栄スカイル店、梅田NU茶屋町店、福岡店の4店舗にて、2025年2月22日から3月16日まで開催された。
ミッドランドシネマドーナツファクトリー
シンフォニー豊田ビル1階ミッドランドシネマドーナツファクトリーおよび、ミッドランドスクエア シネマ、ミッドランドスクエア シネマ2、ミッドランドシネマ名古屋空港にてコラボドーナツを2月21日から4月3日まで数量限定で販売された。

## 関連番組

### インターネット番組

#### 現在放送中のインターネット番組
プロジェクトセカイ プロセカ放送局
- 2023年10月25日から、YouTube Live、ニコニコ生放送にて毎月1回放送されているインターネット番組。
- 「プロジェクトセカイ ワンダショちゃんねる」の後継番組。
- 全ユニットから交代で2名がMC、MC以外のユニットから2名がゲストとして出演する。
- 「ワンダショちゃんねる」と同様に、ゲームの最新情報を中心に配信される。
- 2023年10月6日まで「セカイ・ステーション」として放送されていたラジオ番組を「ボカロミュージックのセカイ」に改題の上、冒頭に内包して放送。

プロセカアフタートーク
- 2021年2月26日より、原則各イベント終了直後の21時30分からキャストと共にイベントストーリーの振り返りやアフターライブのリアルタイム視聴などを行う番組がYouTube公式アカウントにて配信されている[107]。
- 配信対象は同日まで開催されていた『満たされないペイルカラー』以降のユニット箱イベントが対象となる。

#### 過去に放送されていたインターネット番組
プロジェクトセカイ カラフル放送局
- 2020年6月13日よりYouTube Live、ニコニコ生放送、Periscopeにて不定期で放送されていたインターネット番組。作品の新情報や視聴者参加企画など様々な企画を発信する内容となっている[108]。後述の「プロジェクトセカイ ワンダショちゃんねる」の配信が開始されるまで全5回配信された。

プロジェクトセカイ ワンダショちゃんねる
- 2020年10月23日から2023年9月27日まで、YouTube Live、ニコニコ生放送、Periscopeにて毎月1回放送されていたインターネット番組。
- 「ワンダーランズ×ショウタイム」の廣瀬大介（天馬司 役）、木野日菜（鳳えむ 役）、Machico（草薙寧々 役）、土岐隼一（神代類 役）が2名ずつ持ち回りでMCを務め、「ワンダーランズ×ショウタイム」以外のユニットから2〜3名ゲストとして出演する（「ワンダーランズ×ショウタイム」の4名のみで配信することもある）。
- ゲームの最新情報を中心に配信されていた。

プロセカストーリーシアター
- 2021年1月16日より全5週にわたって各ユニットのメインストーリーのキャストコメンタリー付き生配信番組がYouTube公式アカウントとニコニコ生放送、Periscopeにて配信された[109]。

イベントストーリーシアター
- メインストーリーのキャストコメンタリー生配信を実施した『プロセカストーリーシアター』と同様に、イベントストーリーをキャストコメンタリー付きで生配信していく企画[110]。
- 2021年5月16日より各ユニットのこれまでのイベントストーリーの振り返り配信がYouTube公式アカウントとニコニコ生放送、Periscopeにて順次開始された[111]。

正月配信リレー
- 2022年1月1日から3日間、プロジェクトセカイに関連する声優やボカロP、音ゲー配信者による生配信を開催[112]。

配信者
1月1日
- 瑠璃
- エリー・コニファー（にじさんじ）
- DOLCE.
- 秋奈
- 市瀬るぽ & いるかアイス

1月2日
- 桃鈴ねね（ホロライブプロダクション）
- 吉岡茉祐 & 本泉莉奈
- sasakure.UK（ゲスト：DOLCE.、FB777）
- 松丸亮吾
- 宇崎うそ

1月3日
- Petra Gurin（にじさんじEN）
- 三田皓介
- ドーラ（にじさんじ）
- 八王子P
- 社築（にじさんじ）
- バツムラアイコ
- まらしぃ
- 渋谷ハル（merise）

### ラジオ

#### 現在放送中のラジオ番組
セカラジ
- 2023年10月27日から、プロジェクトセカイ公式YouTubeチャンネルで隔週金曜日の20時に配信されているWEBラジオ番組。
- 各ユニットから2名ずつ持ち回りでパーソナリティを努める。
- 「25時、ナイトラジオで。」の後継番組。

#### 過去に放送されていたラジオ番組
プロジェクトセカイ カラフルラジオ
- 2020年1月8日から2020年2月26日まで、YouTube「SEGA feat. HATSUNE MIKU Project公式チャンネル」「音泉」にて毎週水曜日に配信された。全8回配信[115]。
- ラジオ番組では、パーソナリティとして各回ごとに「プロジェクトセカイ」の出演キャストが登場し、ゲーム情報やキャストと初音ミクとの思い出話などを取り上げる内容となっている[115]。

ゲスト（プロジェクトセカイ カラフルラジオ）
- 第1回 - 伊東健人（青柳 冬弥役）
- 第2回 - 佐藤日向（暁山 瑞希役）
- 第3回 - Machico（草薙 寧々役）
- 第4回 - 田辺留依（朝比奈 まふゆ役）
- 第5回 - 楠木ともり（宵崎 奏役）
- 第6回 - 吉岡茉祐（桐谷 遥役）
- 第7回 - 中島由貴（日野森 志歩役）
- 第8回 - 土岐隼一（神代 類役）

25時、ナイトラジオで。
- 2020年10月31日から2023年9月16日まで、プロジェクトセカイ公式YouTubeチャンネルで隔週土曜日に配信されていた。番組名に合わせ、25時に配信される（すなわち、隔週日曜日の午前1時に配信）。
- 「25時、ナイトコードで。」の佐藤日向（暁山瑞希 役）、鈴木みのり（東雲 絵名役）、田辺留依（朝比奈 まふゆ役）、楠木ともり（宵崎 奏役）が2名ずつ持ち回りでパーソナリティを務める。
- 2021年11月27日配信の第29回以降、不定期で他ユニットのメンバーがゲストとして出演。

ゲスト（25時、ナイトラジオで。）
- 第29回・第61回・第75回 - 今井文也
- 第31回 - 下田麻美
- 第37回 - 吉岡茉祐・本泉莉奈
- 第38回・第56回・第71回 - 鷲見友美ジェナ
- 第40回 - 降幡愛
- 第42回 - 秋奈
- 第44回 - Machico
- 第46回・第67回 - 野口瑠璃子
- 第48回 - 礒部花凜
- 第50回・第69回 - 木野日菜
- 第52回・第73回 - 吉岡茉祐
- 第58回 - 本泉莉奈
- 第65回 - 中島由貴

なつやすみラジオ
- 2021年8月1日から8月31日まで、各5ユニットごとのラジオ番組を毎日配信。配信は各ユニット6回に加え、31日の特別編1回、計31回配信された[117][118]。
- 最終日の8月31日は初音ミク誕生14周年の記念日であり、それに伴う特別編が配信された[119]。

セカイ・ステーション
- 2022年2月11日から2023年10月6日まで、プロジェクトセカイ公式YouTubeチャンネルで隔週金曜日の20時に配信されていたWEBラジオ番組。
- CBCラジオ放送されている『RADIO MIKU』と共同で企画された。
- パーソナリティは『RADIO MIKU』でもパーソナリティを務める清水藍。
- 2021年12月13日配信の『ワンダショちゃんねる #15』にて企画が発表。
- 初音ミクをはじめバーチャル・シンガー達やボカロ文化の魅力を届ける番組となる[120]。
- 単独番組としての放送は終了したが、2023年10月25日以降はインターネット番組「プロジェクトセカイ プロセカ放送局」内で「ボカロミュージックのセカイ」として引き続き放送されている。

ゲスト（セカイ・ステーション）
- 第1回・第2回 - DECO*27・鈴木みのり
- 第3回・第4回 - sasakure.UK・廣瀬大介
- 第5回 - 八王子P
- 第6回 - 八王子P・伊東健人
- 第7回・第8回 - emon(Tes.)・吉岡茉祐
- 第9回・第10回 - みきとP・中島由貴
- 第11回・第12回 - syudou・佐藤日向
- 第13回・第14回 - ワンダフル☆オポチュニティ！・木野日菜
- 第15回・第16回 - 雄之助・秋奈
- 第17回・第18回 - Eve・楠木ともり
- 第19回・第20回 - かいりきベア・田辺留依
- 第21回・第22回 - 40mP・本泉莉奈
- 第23回 - すりぃ
- 第24回 - すりぃ・土岐隼一
- 第25回・第26回 - OSTER project・Machico
- 第27回・第28回 - はるまきごはん・今井文也
- 第29回・第30回 - jon-YAKITORY・鷲見友美ジェナ
- 第31回・第32回 - buzzG・野口瑠璃子
- 第33回・第34回 - aqu3ra・降幡愛
- 第35回・第36回 - 夏代孝明・礒部花凜
- 第37回・第38回 - てにをは・佐藤日向
- 第39回・第40回 - ぽりふぉ・Machico
- 第41回・第42回 - YASUHIRO・木野日菜
- 第43回 - 柊マグネタイト・秋奈
- 第44回（最終回） - じん・野口瑠璃子・廣瀬大介

## リアルライブ・コンサート
プロジェクトセカイではリリース前より2度、リアルライブでの演奏が行われている。
2019年9月6日より開催されていたジャズ・フェスティバル『かわさきジャズ』。11月17日、カルッツかわさきにて開催された最終公演、『まらしぃ With 初音ミク、鏡音リン　piano acoustic live』では、第2部にてSEGAとColorful Paletteによるプロジェクトセカイの初音ミク、鏡音リンの3Dモデルが初披露され、ステージにてピアニスト・まらしぃと共に「チョコレイト・ディスコ」「炉心融解」「千本桜」「アマツキツネ」など計10曲の楽曲を披露した。そのうち、「空想少女への恋手紙」がYouTubeとニコニコ動画にて公開されている。
2020年2月10日には前述の『かわさきジャズ』追加公演として、『Live Session！まらしぃ with 初音ミク＆鏡音リン Piano acoustic live in SNOW MIKU』が札幌市民ホールにて開催。前回に引き続きプロジェクトセカイモデルのミクとリンが楽曲を披露したほか、オリジナルキャラクターより星乃一歌が初登場し、「ロストワンの号哭」「ロキ」を披露。人間とボーカロイドによる「セカイVer」が初披露された。
ゲームリリース後に開催されたライブ・コンサートは以下の通りである。

### Project SEKAI セカイシンフォニー
- Project SEKAI セカイシンフォニー

2021年10月16日、パシフィコ横浜 国立大ホールにてオーケストラコンサートが開催。主催はワーナーミュージック・ジャパン、イベント制作はプロマックスが担当。指揮は栗田博文、演奏は東京フィルハーモニー交響楽団・セカイシンフォニースペシャルバンドが担当。これらの体制は『初音ミクシンフォニー』と同様である。また、キービジュアルをiXimaが担当するほか、スペシャルゲストとして廣瀬大介、Machicoが参加し、「Glory Steady Go!」「スイートマジック」「ミラクルペイント」のスペシャル歌唱メドレーが披露される。本ライブは翌年以降も開催される。
開催タイトル
- Project SEKAI セカイシンフォニー（2021年10月16日、開催場所：パシフィコ横浜国立大ホール、ゲスト：廣瀬大介、Machico）
- Project SEKAI セカイシンフォニー2022（2022年6月11日、開催場所：パシフィコ横浜国立大ホール、ゲスト：25時、ナイトコードで。）
- Project SEKAI セカイシンフォニー2023（2023年6月10日、開催場所：パシフィコ横浜国立大ホール、ゲスト：野口瑠璃子、礒部花凛、中島由貴）
- Project SEKAI セカイシンフォニー2024
  - （2024年6月8日、開催場所：パシフィコ横浜国立大ホール、ゲスト：Vivid BAD SQUAD）
  - （2024年7月20日、開催場所：大阪国際会議場メインホール、ゲスト：Vivid BAD SQUAD）

- Project SEKAI セカイシンフォニー2025
  - （2025年6月15日、開催場所：パシフィコ横浜国立大ホール、ゲスト：小倉唯、吉岡茉祐、本泉莉奈）
  - （2025年11月30日、開催場所：大阪国際会議場メインホール、ゲスト：吉岡茉祐、降幡愛、本泉莉奈）

### Project SEKAI COLORFUL LIVE
2022年1月28日から1月30日の3日間、千葉県・幕張メッセにてプロジェクトセカイ初のキャラクターリアルライブが開催。全国の映画館でライブビューイングを実施するほか、AbemaTVにて有料オンライン配信・アーカイブ配信も行われる。主催は本アプリゲーム運営のSEGA、Colorful Palette、クリプトン・フューチャー・メディア。制作はクリプトン・フューチャー・メディア。協力は本プロジェクトの楽曲制作を担当する日本コロムビア。運営協力は『初音ミクシンフォニー』の運営に関わるキョードーグループのキョードー東京、制作協力はハンズオン・エンタテインメントが務める。
本ライブは初音ミクのライブイベント『マジカルミライ』と同様の形式で行われ、オリジナルキャラクター5ユニットとバーチャル・シンガーによる3DCGのライブとなる。演奏は生バンドで行われる。第2回以降は幕張メッセ以外の会場でもライブが行われる。
開催タイトル
- Project SEKAI COLORFUL LIVE 1st -Link-（2022年1月28日 - 30日、開催場所：千葉県・幕張メッセ）
- Project SEKAI COLORFUL LIVE 2nd -Will-（2023年1月7日 - 9日、開催場所：幕張メッセ）（2023年2月25日・26日、開催場所：インテックス大阪）

## イベント・大会・舞台演劇
- RAGE

国内最大級のeスポーツイベント「RAGE」。2020年に「プロジェクトセカイ カラフルステージ！ feat. 初音ミク」の賞金付き大会、「RAGE プロジェクトセカイ 2020 Winter powered by AQUOS」が開催。11月22日より予選が開催され、本戦が12月13日に開催された。2021年2月23日には、芸能人・声優・ストリーマー・ゲーム実況者たちのみで行われるeスポーツイベント「RAGE PARTY 2021 powered by SHARP」が開催され、プロジェクトセカイが対戦ゲームに選ばれた。
- デジタル塗り絵コンテスト「塗りマス！」

株式会社セルシスによるコンテストサイトからダウンロードした線画を自由に彩色し、Twitterにハッシュタグをつけてツイートすることで応募ができるSNS投稿型塗画コンテスト。2月4日から2月24日まで開催された第十五回デジタル塗り絵コンテスト「塗りマス！」にて、「プロジェクトセカイ カラフルステージ！ feat. 初音ミク」のゲーム内カードイラストがお題線画として登場した。3月12日に入賞者が発表された。2024年には劇場アニメと再びコラボ（前述）。
- ハーフアニバーサリー展

2021年5月22日から6月6日まで、原宿クエストホールにて開催。ボカロ関連のイラストクリエイターのほか、ユーザーから選ばれたハーフアニバーサリーを記念したイラストを展示する。6月11日からはオンライン展示会・オンラインショップが開始されている。
- プロジェクトセカイ Championship

プロジェクトセカイ単独のリズムゲーム大会を開催。2021年に第1回目となる「プロジェクトセカイ Championship 2021 Autumn」が開催。2021年8月21日よりオンライン予選が開始され、一次予選、二次予選を開催後、オフラインによる本選が9月26日に開催。優勝賞金総額は130万円。課題曲のMASTERを解放していることが参加条件となる。以降も同タイトルの大会は開催されている。
開催タイトル
- プロジェクトセカイ Championship 2021 Autumn（開催期間：2021年8月21日 - 9月26日）
- プロジェクトセカイ Championship 2022 Spring powered by ヴァイスシュヴァルツ（開催期間：2022年2月25日 - 4月30日）
- プロジェクトセカイ Championship 2022 Autumn（開催期間：2022年9月15日 - 11月26日）

- プロジェクトセカイ アニバーサリーフェスタ 2021

2021年9月25日と26日、幕張メッセにてプロジェクトセカイ単独では初の大型イベントが開催。8月23日の「ワンダショちゃんねる」にて開催が告知された。9月3日の 『もうすぐ1周年！プロジェクトセカイ特別生放送』にてさらなる詳細が公開され、『プロジェクトセカイ Championship 2021 Autumn』の決勝戦、『25時、ナイトラジオで。 出張版 in アニバーサリーフェスタ 2021』『プロジェクトセカイ スペシャルチームマッチ2021』『プロジェクトセカイ ワンダショちゃんねる 出張版 in アニバーサリーフェスタ 2021』等の開催が発表された。なお本イベントは全てYouTube公式、ニコニコ生放送、TwitterのLIVE配信で視聴ができる。
プロジェクトセカイ スペシャルチームマッチ2021
- 解説：三田皓介
- 実況・MC：柴田将平
- アシスタントMC：鈴木みのり(東雲絵名 役)

- キャストチーム：中島由貴(日野森志歩 役)、本泉莉奈(日野森雫 役)、廣瀬大介(天馬司 役)
- VTuberチーム：社築、エリー・コニファー、ドーラ
- クリエイターチーム：八王子P、まらしぃ、sasakure.UK
- 音ゲーマーチーム：DOLCE.、瑠璃、HPS
- 松丸チーム：松丸亮吾、桃月なしこ、からめる

- 神山高校文化祭

2020年12月10日にゲーム内で開催されたイベント『KAMIKOU FESTIVAL！』を再現したリアルイベント。開催期間は2022年10月29日、30日、11月3日から5日までの5日間。開催場所は茨城県稲敷郡河内町越後屋金江津小学校スタジオ。
イベント内では『KAMIKOU FESTIVAL！』を再現した様々な催しや出店が行われるほか、関連グッズの販売や事後通販も行われた。
ロミオ 〜ザ・バトルロイヤル〜
出し物のひとつの舞台演劇。日に2回が上演された。
- キャスト
  - 最強剣のロミオ（天馬司） - 藤希宙
  - その他 ロミオ - 青木一馬／海田波知／凱斗勲／菅野勇城／新藤遼／田代哲哉／次原恭兵／林寛太郎
  - ジュリエット - 山田麻莉奈
  - ナレーション：原澤航一

## タイアップ・コラボレーション企画

### ゲーム内コンテンツ
Ayase
イベントストーリー『STRAY BAD DOG』にて、AyaseによるViVid BAD SQUADへの書き下ろし楽曲が提供されることを記念し、Ayaseとプロジェクトセカイのタイアップ企画が実施された。2021年5月1日にはAyaseが所属するYOASOBIの楽曲であり、初音ミクver.も発売されている『夜に駆ける』を実装。宵﨑奏×初音ミクVer.のほか、アナザーボーカルとして星乃一歌、日野森雫、小豆沢こはね、草薙寧々、宵﨑奏の全5種がセカイVer.実装後の5月6日に追加される。また、アナザーボーカル実装に先駆けて、5月1日より5月10日までの期間限定で、公式YouTubeチャンネルにて『夜に駆ける』アナザーボーカルver.全5種を公開した。さらに、5月3日にはKAITO、東雲彰人、青柳冬弥による『幽霊東京』が実装。5月8日にはAyaseによるViVid BAD SQUADへの書き下ろし楽曲『シネマ』が追加された。
kemu（堀江晶太）
2021年6月26日配信の『プロジェクトセカイ ワンダショちゃんねる』にて、kemuとのタイアップ企画として楽曲追加キャンペーンの実施が発表された。楽曲追加キャンペーンでは星乃一歌と初音ミクによる『六兆年と一夜物語』と、桐谷遥、日野森雫、巡音ルカによる『地球最後の告白を』が追加され、後日、両楽曲のオリジナル2DMVフルVer.が追加される。
カゲロウプロジェクト
2021年7月21日配信の『プロジェクトセカイ ワンダショちゃんねる』にて、カゲロウプロジェクトとのタイアップ企画として楽曲追加キャンペーンの実施が発表された。楽曲追加キャンペーンではLeo/needと初音ミクによる『カゲロウデイズ』と、Vivid BAD SQUADと鏡音レンによる『チルドレンレコード』が追加。中でも、『カゲロウデイズ』に関しては8月15日の12時30分に配信が開始された。
BUMP OF CHICKEN
2021年9月26日に開催された『プロジェクトセカイ アニバーサリーフェスタ 2021』にてコラボレーションが発表された。「1周年記念楽曲追加キャンペーン」として、Leo/needと初音ミクが歌う『ray』と『Hello,world!』を追加。
『ray』は同バンド初のフィーチャリング・アーティストとして初音ミクを迎えた楽曲。また、この曲は初音ミクにとってもクリプトン・フューチャー・メディア公式によるボーカロイドを除くアーティストとの史上初のコラボレーションとなり、『プロジェクトセカイ』における声優陣とバーチャルシンガーたちが一緒に歌うという取り組みにも影響を与えている。『Hello,world!』はテレビアニメ『血界戦線』のオープニングテーマでありボーカロイド楽曲ではないが、特別追加という形で実装される。
cosMo@暴走P
2021年9月26日に開催された『プロジェクトセカイ アニバーサリーフェスタ 2021』にて本ゲームのための描き下ろし楽曲『マシンガンポエムドール』の追加が発表された。描き下ろし曲は実装時点でのゲーム内最高難易度譜面となる。10月3日に実装された。
悪ノ大罪シリーズ
2021年9月26日に開催された『プロジェクトセカイ アニバーサリーフェスタ 2021』にてコラボレーションが発表された。2021年12月13日から12月27日まで開催される。
コラボレーションではバーチャル・シンガーによる歌唱の『悪ノ娘』『悪ノ召使』の楽曲追加が行われるほか、各楽曲に登場するバーチャル・シンガー6名のヘアスタイル付き新衣装が登場する。また、期間中はログインストーリーや悪ノ大罪シリーズのキャラクターによるエリア会話、各カードサイドストーリーも実装される。イベント開催日には公式Twitterにて、同シリーズのイラストレーターである壱加によるコラボ記念イラストが公開された。
さらに、本アプリにて『悪ノ大罪シリーズ』の後日譚となる新作書き下ろし『去り人達のワルツ』が初公開・配信される。
ゲキ！チュウマイ
セガのオリジナル音ゲー「オンゲキ」「CHUNITHM」「maimai」の3ゲームの総称。「ゲキ！チュウマイ楽曲追加キャンペーン」として、2022年1月8日から3日連続で『エンドマークに希望と涙を添えて』『the EmpErroR』『Don't Fight The Music』が追加される。
日清食品 ・カップヌードル
日清食品とプロジェクトセカイのタイアップが2021年12月13日配信の『ワンダショちゃんねる』にて発表された。2022年1月7日に詳細が発表され、「カップヌードル×プロジェクトセカイタイアップ」とiXimaによる描き下ろしイラストが公開。1月10日にカップヌードル公式Twitterにて初音ミクと宵﨑奏によるコラボ動画も公開。1月21日にはコラボ動画第2弾が公開された。
コラボでは「カップヌードル」の定番9品をテーマにしたオリジナル楽曲5曲を5名のボカロPが描き下ろし、それらの2DMVを1月10日より順次公式YouTubeチャンネル等にて順次公開する。また、ボカロPによるオリジナル版も1月7日より先行して順次公開される。各楽曲はゲーム内にも2022年5月1日より5日間連続で実装される。さらに、ピアプロコラボとして、『カップヌードル×プロジェクトセカイ イラストコンテスト』が1月10日から2月10日まで開催される。最優秀賞にはカップヌードル1年分とサイン入り色紙、優秀賞にはカップヌードル詰め合わせセットが授与される。
1月22日より「25時、ナイトラジオで。」とのタイアップ特別配信が行われるほか、日清が配信するスペシャル番組が3月7日に限定配信され、本番組で 初音ミク、東雲絵名、東雲彰人による『サラマンダー』が先行公開された。
描き下ろしボカロP
- DECO*27 - 『サラマンダー』（2022年1月7日投稿）
- Kanaria - 『アイデンティティ』（2022年1月9日投稿）
- くじら - 『青色絵具』（2022年1月20日投稿）
- ピノキオピー - 『コスモスパイス』（2022年1月26日投稿）
- Mitchie M - 『徳川カップヌードル禁止令』（投稿無し）

セカイVer.歌唱担当
- 初音ミク、宵崎奏 - 『アイデンティティ』（2022年1月10日投稿）
- 初音ミク、日野森雫、日野森志歩 - 『青色絵具』（2022年1月21日投稿）
- 初音ミク、天馬司、天馬咲希 - 『コスモスパイス』（2022年2月1日投稿）
- ミクダヨー、鏡音レン、KAITO、草薙寧々、ネネロボ『徳川カップヌードル禁止令』（2022年2月16日投稿）
- 初音ミク、東雲絵名、東雲彰人 - 『サラマンダー』（2022年3月7日先行公開、3月12日投稿）

公式Twitterタイアップ記念イラスト
- iXima
- はむねずこ
- 赤倉
- 鈴ノ助
- 木屋町
- 村上ゆいち
- 4
- まご
- 朝顔みのる
- グッドスマイルカンパニー

Ado
2022年1月19日配信の『プロジェクトセカイ ワンダショちゃんねる』にて、Adoとのタイアップ企画が発表された。タイアップではGiga作曲の『踊』を小豆沢こはねと白石杏が歌唱するほか、syudou作曲の『うっせぇわ』を朝比奈まふゆと暁山瑞希が歌唱。それぞれの楽曲の原曲MVと共に実装される。
また、実装に先行して、初音ミクによる『うっせぇわ』バーチャル・シンガーver.の原曲MVがプロジェクトセカイ公式YouTubeにて1月20日に公開された。
SNOW MIKU（クリプトン・フューチャー・メディア）
2022年1月19日配信の『プロジェクトセカイ ワンダショちゃんねる』にて雪ミクのフェスティバル「SNOW MIKU」とのコラボレーション企画が公開。コラボ企画として「SNOW MIKU 2022」 テーマソング『君色マリンスノウ』を2月5日に実装するほか、プレミアムプレゼントガチャとして本イベント専用の3D衣装デザインが登場する。
また、2月5日開催の現地イベントではプロセカブースが出展され、コラボ衣装の三面図展示や3DMV上映が行われた。
Eve
2022年2月16日配信の『プロジェクトセカイ ワンダショちゃんねる』にて、Eveとのタイアップ企画が発表された。タイアップでは『ナンセンス文学』を天馬司、神代類、鏡音レンが歌唱するほか、『心予報』をMORE MORE JUMP!と初音ミク、『僕らまだアンダーグラウンド』を星乃一歌、日野森志歩、初音ミクが歌唱。それぞれの楽曲の原曲MVと共に実装されるほか、公式YouTubeチャンネルにて3曲のフルサイズ2DMVも公開される。
ブラック★★ロックシューター DAWN FALL
2022年4月より放送のテレビアニメとの放送記念タイアップ企画。5月10日に開催。タイアップでは、楽曲として「ブラック★ロックシューター」が追加されるほか、プレイヤーアバター用の衣装「B★RSなりきり衣装」をプレゼントするログインキャンペーンが開催される。
HoneyWorks
2022年8月より開催される大塚製薬ポカリスエットとのコラボレーションとしてHoneyWorksとLeo/need×初音ミクによるコラボレーション楽曲『フレー』の2DMVが8月30日に公開。歌唱は星乃一歌、日野森志歩、初音ミク。
The VOCALOID Collection
略称は「ボカコレ」。VOCALOIDに特化したユーザー参加型のイベント。「ボカコレ×プロセカコラボ企画」として「ボカコレ2022秋」に参加する作品のうち、『TOP100ランキング』と『ルーキーランキング』にて1位となった楽曲をゲーム内へ収録する企画となっている。また、コラボを記念して、ニコニコ動画にて歴代の2DMVと3DMVを2022年8月24日より公開した。ボカコレ2023春以降も企画が行われている。
あんさんぶるスターズ！！
Happy Elementsが提供するスマートフォンゲーム。公式略称は「あんスタ」。「あんさんぶるスターズ！！コラボ」として、2025年2月15日にDECO*27による書き下ろし楽曲『フュージョン』が追加される。歌唱ユニットは、東雲彰人、天馬司、青柳冬弥、神代類、漣ジュン、守沢千秋、瀬名泉、逆先夏目によるスペシャルコラボユニット「DI:Verse」。MVは、本ゲームには2DMV、あんスタには3DMVが追加される。
コラボ記念歌唱楽曲では、同年2月17日に『KING』のあんさんぶるスターズ！！コラボver.が、同年2月19日に『フラジール』のあんさんぶるスターズ！！コラボver.が追加される。
コラボを記念して同年2月15日に本ゲーム内で「コネクトライブ特別版 Ensemble in SEKAI プレライブ」が、同年2月22日と23日に本ゲーム内で「コネクトライブ特別版 Ensemble in SEKAI」が開催される。
ペルソナ5 ザ・ロイヤル
2025年8月4日 - 同月13日、「『プロセカ×ペルソナ５ ザ・ロイヤル』タイアップ」企画を開催。ゲーム内アイテムとして、アバターアイテム「モルガナなりきり衣装」・「ルブランのカレーセット」の配布、ガチャ景品「Code name: Violet」・「Code name: Joker」の実装、追加楽曲に「Life Will Change」（作詞：Benjamin Franklin、作曲：目黒将司、編曲：ぬゆり）が収録される。

### 外部コンテンツ
- 大塚製薬 - 全世界に向けて、暑い夏を乗り切るための情報や楽曲を届ける文化プログラム「beyond2020」の一環として、大塚製薬と初音ミクがタッグを組んだ企画。プロジェクトセカイからは企画発表時の2019年12月20日に初音ミクが、2020年1月23日には星乃一歌がそれぞれポカリスエット・アンバサダーに就任。1年を通して様々な活動を展開する[197][198][199]。2021年5月からはLeo/needがポカリスエットアンバサダーに新たに就任。5月6日よりコラボレーション動画が公開された[200]。11月26日には新作コラボ動画も公開されている[201]。2022年5月9日からの新たなコラボに際しては、富岡二郎によるLeo/needの描き下ろしキービジュアルが公開されている[202]。同年8月1日からはコラボログインストーリーが公開されるほか、HoneyWorksによるコラボ楽曲が8月30日に公開された[203]。
- JOYSOUND - 2020年11月28日よりコラボキャンペーンが開催され、ゲーム内3DMV付き楽曲が全7曲配信された[204]。2024年には劇場アニメとコラボ（前述）。
- アニマックスCAFE - 2021年1月6日よりAnimax Cafe+（東京・原宿）、1月15日からCoLaBoNo（愛知・名古屋）にて2021年2月7日までコラボレーションカフェが開催された[205]。
- オンゲキ・maimai でらっくす・チュウニズム - 2021年1月21日よりセガが提供する『オンゲキ』『maimai でらっくす』『CHUNITHM』とのコラボレーションが開催。各ユニットの楽曲がそれぞれ追加された[206]。中でも、『オンゲキ』に追加された「タイムマシン」バーチャル・シンガーVerはアプリゲームに先行しての公開となる[207]。2021年10月15日からは『maimai  でらっくす UNiVERSE』とのコラボイベントとしてプロジェクトセカイの楽曲が追加される[208]。2022年1月6日からは第2弾コラボが実施される[209]。
- タワーレコード - TOWER RECORDS CAFEにてコラボカフェが開催。渋谷店、名古屋栄スカイル店、梅田NU茶屋町店の3店舗にて、2021年3月6日から4月12日まで開催。各ユニットをモチーフにしたメニューが提供される[210]。2025年には劇場アニメとコラボ（前述）。
- ヤマハ - VOCALOIDの開発・製造・権利を有する企業。2021年3月9日にプロジェクトセカイとのコラボ企画として「ミライの音楽体験」が楽しめるピアノ『プロジェクトセカイ・ピアノ』の製造が発表された[211]。3月24日に詳細が公開され、ヤマハのAI技術により「千本桜」の楽譜を演奏すると、初音ミクと星乃一歌が演奏に合わせて千本桜を歌うほか、ストリームライツにより、譜面が読めない演奏者でも鍵盤上部の光に合わせて演奏することができる機能が搭載されている[212]。5月1日よりAI機能対応楽曲に『青く駆けろ！』が追加される[213]。8月21日からはミクと一歌の二人が一緒に歌う映像も追加された[214]。
- ローソン - 日本の大手コンビニエンスストア。2021年5月26日にタイアップ企画の実施が発表された[215]。タイアップは2021年7月6日より全国のローソンにて開催され、各ユニットの主人公5人と初音ミクのタイアップオリジナル描き下ろしイラストを使用したグッズ展開のほか、店内放送「ローソンCSほっとステーション」にて初音ミクと星乃一歌による店内放送をキャンペーンに先駆けて6月29日から7月5日まで放送される。また、キャンペーン中も店内放送が行われる[216][217]。アプリ内ではタイアップを記念して、7月6日よりライブボーナス回復アイテム『［限定］からあげクン レギュラー』をプレゼントするログインキャンペーンの開催される[218]。2025年には劇場アニメとコラボ（前述）。
- 2020年東京オリンピック - 2021年8月3日に行われたアーティスティックスイミング競技のデュエット決勝にて日本代表が楽曲に初音ミク『忍者SAKURA』を起用。ゲストボーカルを野口瑠璃子（星乃一歌役）、秋奈（小豆沢こはね役）、楠木ともり（宵﨑奏役）が務めた。なお、五輪のスポンサー契約に関連した都合によりプロジェクトセカイ公式をはじめとした各企業からの宣伝は行われず、クリプトン・フューチャー・メディアの佐々木がTwitter上でコラボレーションについてツイートしたのみにとどまる。そのため、公式的なコラボレーションには含まれていない[219][220]。
- アニメイト - リリース当初からアニメイトオリジナル商品のグッズ展開を行っている。2021年11月6日にアニメイトカフェ池袋、天王寺、名古屋にてコラボレーションカフェを12月7日まで開催。カフェではキャラクター全26人の描き下ろしイラストや限定グッズの販売、コラボメニューが提供される[221]。2025年には劇場アニメとコラボ（前述）。
- 日清食品 - 日清食品とプロジェクトセカイのタイアップが2021年12月13日配信の『ワンダショちゃんねる』にて発表された[172]。詳細は『タイアップ・コラボレーション企画』の項目を参照。
- グッドスマイルカンパニー - 多数の商品でタイアップをしている。2022年には森倉円の描き下ろしによるスケールフィギュア化「初音ミク Rose Cage Ver.」が発売[222]。
- ZOZOTOWN - ファッション通販サイト「ZOZOTOWN」とのコラボレーション企画。2022年9月23日の2周年イベントで発表された。12月23日より発売。ユニットごとに各ブランドとコラボを行うほか、ユニットごとに各クリエイターの描き下ろしイラストが描かれる。バーチャル・シンガーは「Mika Pikazo」、Leo/needは「へちま」、MORE MORE JUMP!は「裕」、Vivid BAD SQUADは「風李たゆ」、ワンダーランズ×ショウタイムは「赤倉」、25時、ナイトコードで。は「tamimoon」が描き下ろしイラストを担当する[223]。
- 報知新聞社 - 2022年11月23日、報知新聞社よりプロセカ特別号が刊行された。紙面イラスト担当はイラストレーター・おむたつ[224]。